# 2005 en sports équestres
Chronologie des sports équestres
- 2004 en sports équestres - 2005 en sports équestres - 2006 en sports équestres

Cet article présente les faits marquants de l'année 2005 en sports équestres.

## Événements

### Avril
- 24 avril 2005 : le cavalier allemand Meredith Michaels-Beerbaum sur Shutterfly remporte la finale de la Coupe du monde de saut d'obstacles 2004-2005 à Las Vegas (États-Unis)[1].

### Septembre
- 4 septembre 2005 : l'Italie remporte le Championnat d'Europe de polo 2005.
- 18 septembre 2005 : au terme de la dernière épreuve à Barcelone (Espagne), l'équipe américaine remporte la Coupe des nations de saut d'obstacles 2005[2]